# WWE United States Championship

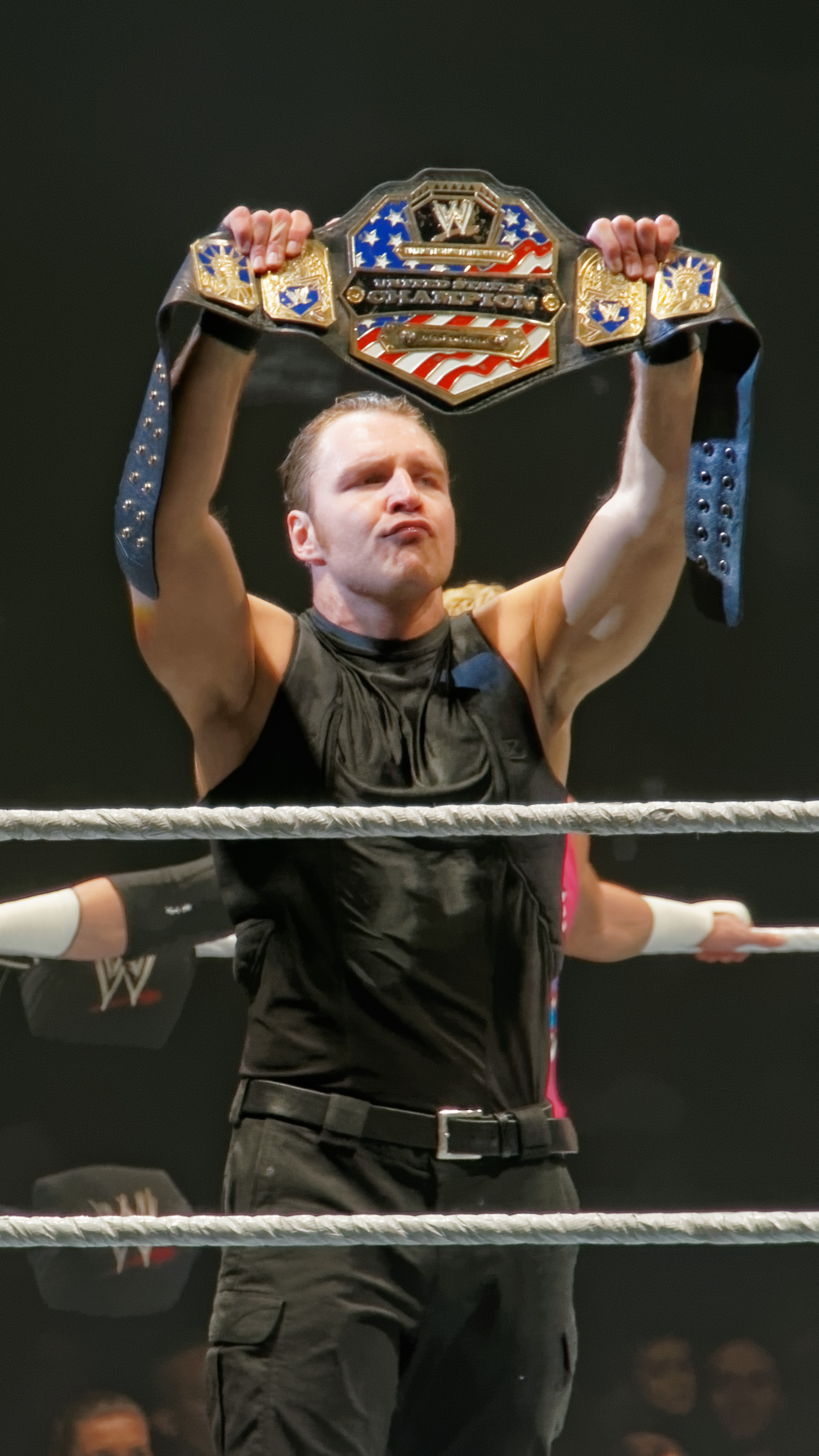
Ambrose ca campion al Statelor Unite

World Wrestling Entertainment (WWE) United States Championship este un campionat din promoția de wrestling WWE, apărat în divizia WWE Raw. A fost creat de compania de wrestling National Wrestling Alliance și folosit de NWA, WCW și din 2003, de WWE. Campionatul s-a creat pe data de 1 ianuarie 1975 de către National Wrestling Alliance sub numele de NWA United States Heavyweight Championship, câștigat pentru prima dată de Harley Race. Actualul campion este Shinsuke Nakamura după ce l-a învins pe LA Knight.

### Dețineri
Din martie 25, 2025.
| #   | Wrestler                 | Număr de dețineri | Data               | Durată (zile) | Eveniment                     | Detalii suplimentare |
| --- | ------------------------ | ----------------- | ------------------ | ------------- | ----------------------------- | --- |
| 1   | Harley Race              | 1                 | 1 ianuarie 1975    | 183           | —                             | |
| 2   | Johnny Valentine         | 1                 | 3 iulie 1975       | 93            | House Show                    | |
| —   | Abandonat                | 1                 | 4 octombrie 1975   | —             | —                             | Din cauza unui accident aerian ce a terminat cu cariera lui Valentine. |
| 3   | Terry Funk               | 1                 | 9 noiembrie 1975   | 18            | House Show                    | L-a învins pe Paul Jones în finala unui turneu de 16 oameni. |
| 4   | Paul Jones               | 1                 | 27 noiembrie 1975  | 107           | House Show                    | |
| 5   | Blackjack Mulligan       | 1                 | 13 martie 1976     | 217           | House Show                    | |
| 6   | Paul Jones               | 2                 | 16 octombrie 1976  | 60            | House Show                    | |
| —   | Blackjack Mulligan       | 2†                | 28 noiembrie 1976  | 11            | House Show                    | |
| —   | Paul Jones               | 3†                | 9 decembrie 1976   | 6             | House Show                    | Titlu recunoscut de NWA și WCW, dar nu de WWE. |
| 7   | Blackjack Mulligan       | 2(3)              | 15 decembrie 1976  | 204           | House Show                    | Titlu recunoscut de NWA și WCW, dar nu de WWE. |
| 8   | Bobo Brazil              | 1                 | 7 iulie 1977       | 22            | House Show                    | |
| 9   | Ric Flair                | 1                 | 29 iulie 1977      | 84            | House Show                    | |
| 10  | Ricky Steamboat          | 1                 | 21 octombrie 1977  | 72            | House Show                    | |
| 11  | Blackjack Mulligan       | 3(4)              | 1 ianuarie 1978    | 77            | House Show                    | |
| 12  | Mr. Wrestling            | 1                 | 19 martie 1978     | 21            | House Show                    | |
| 13  | Ric Flair                | 2                 | 9 aprilie 1978     | 265           | House Show                    | |
| 14  | Ricky Steamboat          | 2                 | 30 decembrie 1978  | 92            | House Show                    | |
| 15  | Ric Flair                | 3                 | 1 aprilie 1979     | 133           | House Show                    | |
| —   | Abandonat                | 1                 | 12 august 1979     | —             | —                             | Din cauza că Flair a câștigat Campionatul mondial în perechi din NWA. |
| 16  | Jimmy Snuka              | 1                 | 1 septembrie 1979  | 231           | House Show                    | L-a învins pe Steamboat în finala unui turneu de 12 oameni. |
| 17  | Ric Flair                | 4                 | 19 aprilie 1980    | 98            | House Show                    | |
| —   | Greg Valentine           | 1†                | 26 iulie 1980      | 121           | House Show                    | Titlu recunoscut de NWA și WCW, dar nu de WWE. |
| —   | Ric Flair                | 5†                | 24 noiembrie 1980  | 64            | House Show                    | Titlu recunoscut de NWA și WCW, dar nu de WWE. |
| 18  | Roddy Piper              | 1                 | 27 ianuarie 1981   | 193           | House Show                    | |
| 19  | Wahoo McDaniel           | 1                 | 8 august 1981      | 24            | House Show                    | |
| —   | Abandonat                | —                 | 1 septembrie 1981  | —             | —                             | Din cauza unei accidentări a lui McDaniel. |
| 20  | Sgt. Slaughter           | 1                 | 4 octombrie 1981   | 229           | House Show                    | L-a învins pe Ricky Steamboat în finala unui turneu. |
| 21  | Wahoo McDaniel           | 2                 | 21 mai 1982        | 17            | House Show                    | |
| 22  | Sgt. Slaughter           | 2                 | 7 iunie 1982       | 76            | House Show                    | Acordat după ce McDaniel a fost accidentat de Don Muraco și Roddy Piper. |
| 23  | Wahoo McDaniel           | 3                 | 22 august 1982     | 74            | House Show                    | |
| 24  | Greg Valentine           | 2                 | 4 noiembrie 1982   | 163           | House Show                    | |
| 25  | Roddy Piper              | 2                 | 16 aprilie 1983    | 14            | House Show                    | |
| 26  | Greg Valentine           | 3                 | 30 aprilie 1983    | 228           | House Show                    | Valentine câștigat prin decizia arbitrului după ce Pipper suferise o tăiere la urechea stângă. |
| 27  | Dick Slater              | 1                 | 14 decembrie 1983  | 129           | House Show                    | |
| 28  | Ricky Steamboat          | 3                 | 21 aprilie 1984    | 64            | House Show                    | |
| 29  | Wahoo McDaniel           | 4                 | 24 iunie 1984      | 7             | House Show                    | |
| —   | Abandonat                | —                 | 1 iulie 1984       | —             | —                             | Din cauza intervenției lui Tony Blanchard în victoria lui McDaniel. |
| 30  | Wahoo McDaniel           | 5                 | 7 octombrie 1984   | 167           | House Show                    | L-a învins pe Manny Fernandez în finala unui turneu. |
| 31  | Magnum T.A.              | 1                 | 23 martie 1985     | 120           | House Show                    | |
| 32  | Tully Blanchard          | 1                 | 21 iulie 1985      | 130           | House Show                    | |
| 33  | Magnum T.A.              | 2                 | 28 noiembrie 1985  | 182           | Starrcade                     | A fost un «I Quit» Steel Cage match. |
| —   | Abandonat                | —                 | 29 mai 1986        | —             | —                             | Din cauza că Magnum a atacat președintele NWA, Bob Geigel. |
| 34  | Nikita Koloff            | 1                 | 17 august 1986     | 328           | House show                    | L-a învins pe Magnum în-trun Best of Seven Series. |
| 35  | Lex Luger                | 1                 | 11 iulie 1987      | 138           | House show                    | A fost un Steel Cage match |
| 36  | Dusty Rhodes             | 1                 | 26 noiembrie 1987  | 141           | Starrcade                     | A fost un Steel Cage match |
| —   | Abandonat                | —                 | 15 aprilie 1988    | —             | —                             | Din cauza că Rhodes a atacat președintele NWA, Jim Crockett. |
| 37  | Barry Windham            | 1                 | 13 mai 1988        | 283           | House show                    | L-a învins pe Nikita Koloff în finala unui turneu. |
| 38  | Lex Luger                | 2                 | 20 februarie 1989  | 76            | Chi-Town Rumble               | |
| 39  | Michael Hayes            | 1                 | 7 mai 1989         | 15            | WrestleWar                    | |
| 40  | Lex Luger                | 3                 | 22 mai 1989        | 523           | House show                    | |
| 41  | Stan Hansen              | 1                 | 27 octombrie 1990  | 50            | Halloween Havoc               | |
| 42  | Lex Luger                | 4                 | 16 decembrie 1990  | 210           | Starrcade                     | A fost un Texas Bullrope match. |
| —   | Abandonat                | —                 | 14 iulie 1991      | —             | The Great American Bash       | Pentru că a câștigat Campionatul Mondial a greilor din WCW. |
| 43  | Sting                    | 1                 | 25 august 1991     | 86            | House show                    | L-a învins pe Steve Austin în finala unui turneu. |
| 44  | Rick Rude                | 1                 | 19 noiembrie 1991  | 419           | Clash of the Champions XVII   | |
| —   | Abandonat                | —                 | 11 ianuarie 1993   | —             | —                             | Din cauza unei accidentări a lui Rude. |
| 45  | Dustin Rhodes            | 1                 | 11 ianuarie 1993   | 138           | Saturday Night                | L-a învins pe Ricky Steamboat într-un meci pentru a determina noul campion. |
| —   | Abandonat                | —                 | 29 mai 1993        | —             | WorldWide                     | După ce meciul a terminat cu dublă numărătoare. |
| 46  | Dustin Rhodes            | 2                 | 30 august 1993     | 119           | Saturday Night                | L-a învins pe Rick Rude într-o revanșă. |
| 47  | Steve Austin             | 1                 | 27 noiembrie 1993  | 240           | Starrcade                     | A fost un 2-out-of-3 Falls match. |
| 48  | Ricky Steamboat          | 4                 | 24 august 1994     | 25            | Clash of the Champions XXVIII | |
| 49  | Steve Austin             | 2                 | 18 septembrie 1994 | 0             | Fall Brawl                    | Acordat lui Austin pentru că Steamboat era accidentat. |
| 50  | Jim Duggan               | 1                 | 18 septembrie 1994 | 100           | Fall Brawl                    | |
| 51  | Vader                    | 1                 | 27 decembrie 1994  | 88            | Starrcade                     | |
| —   | Abandonat                | —                 | 25 martie 1995     | —             | Saturday Night                | Desprins de titlu de către comisarul WCW, Nick Bockwinkel. |
| 52  | Sting                    | 2                 | 18 iunie 1995      | 148           | The Great American Bash       | L-a învins pe Meng în finala unui turneu. |
| 53  | Kensuke Sasaki           | 1                 | 13 noiembrie 1995  | 44            | New Japan Pro Wrestling       | |
| 54  | One Man Gang             | 1                 | 27 decembrie 1995  | 33            | Starrcade                     | |
| 55  | Konnan                   | 1                 | 29 ianuarie 1996   | 160           | Main Event                    | |
| 56  | Ric Flair                | 6                 | 7 iulie 1996       | 56            | Bash at the Beach             | |
| —   | Abandonat                | —                 | 1 septembrie 1996  | —             | —                             | După o accidentare a lui Flair. |
| 57  | Eddie Guerrero           | 1                 | 29 decembrie 1996  | 77            | Starrcade                     | L-a învins pe Diamond Dallas Page în finala unui turneu. |
| 58  | Dean Malenko             | 1                 | 16 martie 1997     | 85            | Uncensored                    | |
| 59  | Jeff Jarrett             | 1                 | 9 iunie 1997       | 73            | Nitro                         | |
| 60  | Steve McMichael          | 1                 | 21 august 1997     | 25            | Clash of the Champions XXXV   | |
| 61  | Curt Henning             | 1                 | 15 septembrie 1997 | 104           | Nitro                         | |
| 62  | Diamond Dallas Page      | 1                 | 28 decembrie 1997  | 112           | Starrcade                     | |
| 63  | Raven                    | 1                 | 19 aprilie 1998    | 1             | Spring Stampede               | A fost un Raven's Rules match. |
| 64  | Goldberg                 | 1                 | 20 aprilie 1998    | 77            | Nitro                         | A fost un Raven's Rules match. |
| —   | Abandonat                | —                 | 6 iulie 1998       | —             | —                             | După ce Goldberg câștigase Campionatul Mondial al greilor din WCW. |
| 65  | Bret Hart                | 21                | 20 iulie 1998      | 21            | Nitro                         | L-a învins pe Diamond Dallas Page în finala unui turneu. |
| 66  | Lex Luger                | 5                 | 10 august 1998     | 1             | Nitro                         | |
| 67  | Bret Hart                | 2                 | 11 august 1998     | 76            | Thunder                       | Emis pe 13 august. |
| 68  | Diamond Dallas Page      | 2                 | 26 octombrie 1998  | 35            | Nitro                         | |
| 69  | Bret Hart                | 3                 | 30 noiembrie 1998  | 70            | Nitro                         | A fost un No Desqualification Match. |
| 70  | Roddy Piper              | 3                 | 8 februarie 1999   | 13            | Nitro                         | |
| 71  | Scott Hall               | 1                 | 21 februarie 1999  | 25            | SuperBrawl IX                 | |
| —   | Abandonat                | —                 | 18 martie 1999     | —             | Thunder                       | Desprins de titlu de către președintele WCW Ric Flair. |
| 72  | Scott Steiner            | 1                 | 11 aprilie 1999    | 85            | Spring Stampede               | L-a învins pe Booker T în finala unui turneu. |
| —   | Abandonat                | —                 | 5 iulie 1999       | —             | Nitro                         | Desprins de titlu de către președintele WCW Ric Flair. |
| 73  | David Flair              | 1                 | 5 iulie 1999       | 35            | Nitro                         | Titlul acordat de tatăl său Ric Flair. |
| 74  | Chris Benoit             | 1                 | 9 august 1999      | 34            | Nitro                         | |
| 75  | Sid Vicious              | 1                 | 12 septembrie 1999 | 42            | Fall Brawl                    | |
| 76  | Goldberg                 | 2                 | 24 octombrie 1999  | 1             | Halloween Havoc               | A câștigat campionatul prin decizia arbitrului atunci când Vicious a început să săngereze în exces. |
| 77  | Bret Hart                | 4                 | 25 octombrie 1999  | 14            | Nitro                         | |
| 78  | Scott Hall               | 2                 | 8 noiembrie 1999   | 41            | Nitro                         | I-a învins pe Sid Vicious și Goldberg într-un Ladder Match. |
| 79  | Chris Benoit             | 2                 | 19 decembrie 1999  | 1             | Starrcade                     | I sa acordat titlul după ce Hall suferise o accidentare la genunchi. |
| 80  | Jeff Jarrett             | 2                 | 20 decembrie 1999  | 27            | Nitro                         | A fost un Ladder Match. |
| —   | Abandonat                | —                 | 16 ianuarie 2000   | —             | Souled Out                    | După o accidentare a lui Jarrett. |
| 81  | Jeff Jarrett             | 3                 | 17 ianuarie 2000   | 84            | Nitro                         | Prin decizia comisarului Kevin Nash. |
| —   | Abandonat                | —                 | 10 aprilie 2000    | —             | Nitro                         | Declarat vacant alături de alte campionate a companiei prin decizia lui Eric Bischoff și Vince Russo. |
| 82  | Scott Steiner            | 2                 | 16 aprilie 2000    | 84            | Spring Stampede               | L-a învins pe Sting în finala unui turneu. |
| —   | Abandonat                | —                 | 9 iulie 2000       | —             | Bash at the Beach             | Din cauza că Steiner folosise manevra «Steiner Recliner», interzisă în acel meci. |
| 83  | Lance Storm              | 1                 | 18 iulie 2000      | 66            | Nitro                         | L-a învins pe Mike Awesome în finala unui turneu. |
| 84  | Terry Funk               | 2                 | 22 septembrie 2000 | 1             | House show                    | |
| 85  | Lance Storm              | 2                 | 23 septembrie 2000 | 36            | House show                    | |
| 86  | General Rection          | 1                 | 29 octombrie 2000  | 15            | Halloween Havoc               | I-a învins pe Lance Storm și Jim Duggan într-un Handicap match. |
| 87  | Lance Storm              | 3                 | 13 noiembrie 2000  | 13            | Nitro                         | |
| 88  | General Rection          | 2                 | 26 noiembrie 2000  | 49            | Mayhem                        | |
| 89  | Shane Douglas            | 1                 | 14 ianuarie 2001   | 22            | Sin                           | A fost un First Blood Chain match. |
| 90  | Rick Steiner             | 1                 | 5 februarie 2001   | 41            | Nitro                         | |
| 91  | Booker T                 | 1                 | 18 martie 2001     | 128           | Greed                         | WCW este cumparată de World Wrestling Federation pe 26 martie 2001. |
| 92  | Chris Kanyon             | 1                 | 24 iulie 2001      | 48            | SmackDown!                    | Acordat de Booker T și propietara ECW Stephanie McMahon. |
| 93  | Yoshihiro Tajiri         | 1                 | 10 septembrie 2001 | 13            | Raw                           | |
| 94  | Rhyno                    | 1                 | 23 septembrie 2001 | 29            | Unforgiven                    | |
| 95  | Kurt Angle               | 1                 | 22 octombrie 2001  | 21            | Raw                           | |
| 96  | Edge                     | 1                 | 12 noiembrie 2001  | 6             | Raw                           | |
| —   | Unificat                 | —                 | 18 decembrie 2000  | —             | Survivor Series               | Edge îl învinge pe Campionul Intercontinental Test pentru a unifica centurile. Edge câștigă centura Intercontinentală în timp ce se retrage Campionatul Statelor Unite. |
| 97  | Eddie Guerrero           | 2                 | 27 iulie 2003      | 84            | Vengeance                     | L-a învins pe Chris Benoit în finala unui turneu. |
| 98  | Big Show                 | 1                 | 19 octombrie 2003  | 147           | No Mercy                      | |
| 99  | John Cena                | 1                 | 14 martie 2004     | 114           | WrestleMania XX               | |
| —   | Abandonat                | —                 | 6 iulie 2004       | —             | SmackDown!                    | Cena a fost desprins de titlu după ce l-a atacat pe managerul general de la SmackDown Kurt Angle. Emis pe 8 iulie. |
| 100 | Booker T                 | 2                 | 27 iulie 2004      | 68            | SmackDown!                    | A fost un 8-Way Elimination Match în care au participat John Cena, René Duprée, Kenzo Suzuki, Rob Van Dam, Billy Gunn, Charlie Haas și Luther Reigns. Emis pe 29 iulie. |
| 101 | John Cena                | 2                 | 3 octombrie 2004   | 2             | No Mercy                      | A fost un Best of Five Series. |
| 102 | Carlito                  | 1                 | 5 octombrie 2004   | 42            | SmackDown!                    | Emis pe 7 octombrie. |
| 103 | John Cena                | 3                 | 16 noiembrie 2004  | 105           | SmackDown!                    | Emis pe 18 noiembrie. |
| 104 | Orlando Jordan           | 1                 | 1 martie 2005      | 173           | SmackDown!                    | Emis pe 3 martie. |
| 105 | Chris Benoit             | 3                 | 21 august 2005     | 58            | Summerslam                    | |
| 106 | Booker T                 | 3                 | 18 octombrie 2005  | 35            | SmackDown!                    | Emis pe 21 octombrie. |
| —   | Abandonat                | —                 | 22 noiembrie 2005  | —             | SmackDown!                    | Din cauză că meciul dintre Booker T și Benoit a conclus în dublu pinfall. Emis pe 25 noiembrie. |
| 107 | Booker T                 | 4                 | 10 ianuarie 2006   | 40            | SmackDown!                    | Booker a luptat cu Benoit într-un Best of Seven Series, căștigând primele trei meciuri; Randy Orton l-a înlocuit pe Booker din cauza unei accidentări, pierzând următoarele trei lupte dar câștigând ultima luptă. Emis pe 13 ianuarie.                                                                       |
| 108 | Chris Benoit             | 4                 | 19 februarie 2006  | 42            | No Way Out                    | |
| 109 | John "Bradshaw" Layfield | 1                 | 2 aprilie 2006     | 51            | WrestleMania 22               | |
| 110 | Bobby Lashley            | 1                 | 23 mai 2006        | 49            | SmackDown!                    | Emis pe 26 mai. |
| 111 | Finlay                   | 1                 | 11 iulie 2006      | 49            | SmackDown!                    | Emis pe 14 iulie. |
| 112 | Mr. Kennedy              | 1                 | 29 august 2006     | 42            | SmackDown!                    | A fost un meci în trei în care a participat Bobby Lashley. Emis pe 1 septembrie. |
| 113 | Chris Benoit             | 5                 | 13 octombrie 2006  | 222           | SmackDown!                    | Emis pe 13 octombrie. |
| 114 | Montel Vontavious Porter | 1                 | 20 mai 2007        | 343           | Judgment Day                  | A fost un 2-out-of-3 Falls Match. |
| 115 | Matt Hardy               | 1                 | 27 aprilie 2008    | 84            | Backlash                      | |
| 116 | Shelton Benjamin         | 1                 | 20 iulie 2008      | 240           | The Great American Bash       | |
| 117 | Montel Vontavious Porter | 2                 | 17 martie 2009     | 76            | SmackDown                     | Emis pe 20 martie. |
| 118 | Kofi Kingston            | 1                 | 1 iunie 2009       | 126           | Raw                           | |
| 119 | The Miz                  | 1                 | 5 octombrie 2009   | 224           | Raw                           | |
| 120 | Bret Hart                | 5                 | 17 mai 2010        | 7             | Raw                           | A fost un No Disqualification No Count-Out match. |
| —   | Abandonat                | —                 | 24 mai 2010        | —             | Raw                           | Pentru că a fost numit Manager general la Raw. |
| 121 | R-Truth                  | 1                 | 24 mai 2010        | 21            | Raw                           | L-a învins pe Miz câștigând campionatul vacant. |
| 122 | The Miz                  | 2                 | 14 iunie 2010      | 97            | Raw                           | I-a învins pe R-Truth, John Morrison și Zack Ryder. |
| 123 | Daniel Bryan             | 1                 | 19 septembrie 2010 | 176           | Night of Champions            | |
| 124 | Sheamus                  | 1                 | 14 martie 2011     | 48            | Raw                           | Dacă Sheamus pierdea, renunța la WWE. |
| 125 | Kofi Kingston            | 2                 | 1 mai 2011         | 49            | Extreme Rules                 | A fost un Tables Match. |
| 126 | Dolph Ziggler            | 1                 | 19 iunie 2011      | 182           | Capitol Punishment            | |
| 127 | Zack Ryder               | 1                 | 18 decembrie 2011  | 29            | TLC: Tables, Ladders & Chairs | |
| 128 | Jack Swagger             | 1                 | 16 ianuarie 2012   | 49            | Raw                           | |
| 129 | Santino Marella          | 1                 | 5 martie 2012      | 167           | Raw                           | |
| 130 | Antonio Cesaro           | 1                 | 19 august 2012     | 239           | Summerslam                    | Lupta a fost transmisă în pre-show de la Summerslam. |
| 131 | Kofi Kingston            | 3                 | 15 aprilie 2013    | 34            | Raw                           | |
| 132 | Dean Ambrose             | 1                 | 19 mai 2013        | 351           | Extreme Rules                 | |
| 133 | Sheamus                  | 2                 | 5 mai 2014         | 182           | Raw                           | A fost un Battle Royal de 20 de oameni. |
| 134 | Rusev                    | 1                 | 3 noiembrie 2014   | 146           | Raw                           | |
| 135 | John Cena                | 4                 | 29 martie 2015     | 147           | WrestleMania 31               | |
| 136 | Seth Rollins             | 1                 | 23 august 2015     | 28            | Summerslam                    | Campionatul Mondial WWE a lui Rollins a fost în joc. |
| 137 | John Cena                | 5                 | 20 septembrie 2015 | 35            | Night of Champions            | |
| 138 | Alberto del Rio          | 1                 | 25 octombrie 2015  | 78            | Hell in a Cell                | |
| 139 | Kalisto                  | 1                 | 11 ianuarie 2016   | 1             | Raw                           | |
| 140 | Alberto del Rio          | 2                 | 12 ianuarie 2016   | 12            | SmackDown                     | Transmis pe 14 ianuarie. |
| 141 | Kalisto                  | 2                 | 24 ianuarie 2016   | 119           | Royal Rumble                  | |
| 142 | Rusev                    | 2                 | 22 mai 2016        | 126           | Extreme Rules                 | |
| 143 | Roman Reigns             | 1                 | 25 septembrie 2016 | 106           | Clash of Champions            | |
| 144 | Chris Jericho            | 1                 | 9 ianuarie 2017    | 83            | Raw                           | A fost un Handicap match în care a participat Kevin Owens. |
| 145 | Kevin Owens              | 1                 | 2 aprilie 2017     | 28            | WrestleMania 33               | |
| 146 | Chris Jericho            | 2                 | 30 aprilie 2017    | 2             | Payback                       | |
| 147 | Kevin Owens              | 2                 | 2 mai 2017         | 66            | SmackDown Live                | |
| 148 | AJ Styles                | 1                 | 7 iulie 2017       | 16            | House show                    | |
| 149 | Kevin Owens              | 3                 | 23 iulie 2017      | 2             | Battleground                  | |
| 150 | AJ Styles                | 2                 | 25 iulie 2017      | 75            | SmackDown Live                | |
| 151 | Baron Corbin             | 1                 | 8 octombrie 2017   | 70            | Hell in a Cell                | A fost un triple threat match în care a luptat și Tye Dillinger. |
| 152 | Dolph Ziggler            | 2                 | 17 decembrie 2017  | 9             | Clash of Champions            | A fost un triple threat match în care a luptat și Bobby Roode. |
| —   | Abandonat                | —                 | 26 decembrie 2017  | —             | SmackDown Live                | Ziggler a abandonat campionatul în mod voluntar. |
| 153 | Bobby Roode              | 1                 | 16 ianuarie 2018   | 54            | SmackDown Live                | L-a învins pe Jinder Mahal în finala unui turneu. |
| 154 | Randy Orton              | 1                 | 11 martie 2018     | 28            | Fastlane                      | |
| 155 | Jinder Mahal             | 1                 | 8 aprilie 2018     | 8             | WrestleMania 34               | |
| 156 | Jeff Hardy               | 1                 | 16 aprilie 2018    | 90            | Raw                           | |
| 157 | Shinsuke Nakamura        | 1                 | 15 iulie 2018      | 156           | Extreme Rules                 | |
| 158 | Rusev                    | 3                 | 18 decembrie 2018  | 40            | SmackDown                     | |
| 159 | Shinsuke Nakamura        | 2                 | 27 ianuarie 2019   | 2             | Royal Rumble                  | |
| 160 | R-Truth                  | 1                 | 29 ianuarie 2019   | 35            | SmackDown                     | |
| 161 | Samoa Joe                | 1                 | 5 martie 2019      | 75            | SmackDown                     | A fost un fatal four-way match în care a mai luptat Andrade și Rey Mysterio |
| 162 | Rey Mysterio             | 1                 | 19 mai 2019        | 15            | Money in the Bank             | |
| 163 | Samoa Joe                | 2                 | 3 iunie 2019       | 20            | Raw                           | Rey Mysterio a renunțat în mod voluntar la titlu în favoarea lui Joe datorită faptului că Mysterio a suferit o accidentare la umăr și controversatul mod în care a câștigat titlul de la Money in the Bank (umărul stâng al lui Joe nu era la podea atunci când arbitrul a făcut numărătoarea).               |
| 164 | Ricochet                 | 1                 | 23 iunie 2019      | 21            | Stomping Grounds              | |
| 165 | AJ Styles                | 3                 | 14 iulie 2019      | 134           | Extreme Rules                 | |
| 166 | Rey Mysterio             | 2                 | 25 noiembrie 2019  | 31            | Raw                           | |
| 167 | Andrade                  | 2                 | 26 decembrie 2019  | 151           | WWE Live                      | |
| 168 | Apollo Crews             | 1                 | 25 mai 2020        | 97            | Raw                           | |
| 169 | Bobby Lashley            | 2                 | 30 august 2020     | 175           | Payback                       | |
| 170 | Riddle                   | 1                 | 21 februarie 2021  | 49            | Elimination Chamber           | A fost un triple threat match în care a participat și John Morrison, care a primit numărătoarea de la Riddle. |
| 171 | Sheamus                  | 3                 | 11 aprilie 2021    | 132           | WrestleMania 37 Night 2       | |
| 172 | Damian Priest            | 1                 | 21 august 2021     | 191           | SummerSlam                    | |
| 173 | Finn Bálor               | 1                 | 28 februarie 2022  | 49            | Raw                           | |
| 174 | Theory                   | 1                 | 18 aprilie 2022    | 75            | Raw                           | |
| 175 | Bobby Lashley            | 3                 | 2 iulie 2022       | 100           | Money in the Bank             | |
| 176 | Seth "Freakin" Rollins   | 2                 | 10 octombrie 2022  | 47            | Raw                           | |
| 177 | Austin Theory            | 2                 | 26 noiembrie 2022  | 258           | Survivor Series: WarGames     | Acesta a fost un triple threat match, care l-a implicat și pe Bobby Lashley. Austin Theory a fost cunoscut anterior sub numele de Theory. Titlul a devenit exclusiv diviziei SmackDown în urma Draft-ului WWE din 2023.                                                                                       |
| 178 | Rey Mysterio             | 3                 | 11 august 2023     | 85            | SmackDown                     | Austin Theory urma să-l înfrunte pe Santos Escobar, care câștigase turneul pentru un meci pentru campionatul Statelor Unite, dar a fost scos din meci de Theory înainte de începerea acestuia. Oficialul WWE Adam Pearce i-a permis apoi lui Mysterio să-l înlocuiască pe Escobar pentru meciul pentru titlu. |
| 179 | Logan Paul               | 1                 | 4 noiembrie 2023   | 273           | Crown Jewel                   | |
| 180 | LA Knight                | 1                 | 3 august 2024      | 119           | SummerSlam                    | |
| 181 | Shinsuke Nakamura        | 1                 | 30 noiembrie 2024  | 66+           | Survivor Series: WarGames     | |

## Recorduri
- Cel mai lung campion: Tully Blanchard (1381 zile)[1].
- Primul campion: Harley Race
- Cel mai scurt campion: Stone Cold Steve Austin (5 minute)

1. ↑  Sursa Cagematch